# Human (EP de Dodie)
Pour les articles homonymes, voir Human.
Human est le troisième EP de la chanteuse-compositrice britannique Dodie Clark, dite dodie. L'album est sorti sous son propre label Doddleoddle le 18 janvier 2019 et a été distribué par The Orchard. Il a atteint la 5ème place du "UK Official Albums Chart" et est sa troisième entrée consécutive dans le Top 40.

## Origine
Human contient sept titres, dont quatre que Dodie Clark avait révélé sur sa chaine YouTube dans le passé. "She", une chanson d'amour acoustique décrivant l'amour de la chanteuse pour une autre femme, a été publiée le 27 septembre 2014 quand Dodie Clark avait 19 ans. La chanson-titre "Human" a été publié le 23 juillet 2016, en collaboration avec Jon Cozart. La chanson "Burned Out" a été publiée le 1er décembre 2017. "Not I Meant" a été publiée en tant que duo avec Dom Fera, sous le titre "Bitter Content" le 25 janvier 2018. Dans une vidéo sortie le 22 janvier 2019, dodie a révélé qu'elle avait caché une chanson pendant neuf derniers mois, en parsemant toutes ses vidéos d’un mot ou d’une phrase qu’elle chantait spontanément. C’est en additionnant tous les extraits vidéos que la première chanson de l'album était alors révélée : "Arms Unfolding" .

## Promotion
La chanson-de l'album "Human" est sortie en tant que premier single le 21 septembre 2018 accompagnée de la précommande de l'album et d'un clip vidéo, réalisé par Hazel Hayes .
"If I'm Being Honest", deuxième single de l'album, est sortie le 2 novembre 2018 accompagnée d'une vidéo d'une performance en direct, dirigée par Sammy Paul. Une vidéo inspirée de science-fiction dirigée par Dom Fera est publiée le 30 novembre 2018. "If I'm Being Honest" a été nommée dans la catégorie Meilleure Chanson- Folk/auteur compositeur lors des Independent Music Awards 2019.
Un clip vidéo pour la chanson "Monster", dirigé par PJ Liguori est publié le 21 janvier 2019.
Pour la promotion de l'album, dodie a entreprit la tournée, nommée "Human Tour" à travers le Royaume-Uni, l'Europe et l'Amérique du Nord pendant l'année 2019.

## Pistes
Toutes les chansons ont été écrites par Dodie Clark. Les crédits proviennent de Spotify.
| 1.    | Arms Unfolding                                        | Dodie Clark   | 1:35 |
| 2.    | Monster                                               | Joe Rubel     | 4:05 |
| 3.    | Not What I Meant (en collaboration avec Lewis Watson) | Hugh Worskett | 2:23 |
| 4.    | Human (en collaboration avec Tom Walker)              | Rubel         | 3:22 |
| 5.    | She                                                   | David Kosten  | 3:32 |
| 6.    | If I'm Being Honest                                   | Fred Cox      | 4:38 |
| 7.    | Burned Out                                            | Kosten        | 3:30 |
| 23:05 |                                                       |               |      |